# Dothidella depazeoides
Dothidella depazeoides är en svampart som först beskrevs av Jean Baptiste Desmazières, och fick sitt nu gällande namn av Theiss. & Syd. 1915. Dothidella depazeoides ingår i släktet Dothidella och familjen Polystomellaceae.   Inga underarter finns listade i Catalogue of Life.